# Букаев, Валерий Александрович
Вале́рий Алекса́ндрович Бука́ев (1 февраля 1976, Краснодон, Ворошиловградская область — 25 января 2009, Луганск) — народный депутат Украины VI созыва, член фракции Партии регионов (с 23.11.2007), член Комитета по вопросам бюджета (с 26.12.2007), президент ФК «Заря» (Луганск) (2007), почётный президент ФК «Заря» (Луганск) (2008—2009).

## Биография
Валерий Букаев родился в Краснодоне 1 февраля 1976 года, мама была воспитательницей, а отец работал на шахте. Окончил Донбасский горно-металлургический институт (2003); Луганский региональный институт менеджмента по специальности «Финансы» (квалификация — экономист по финансовой работе) (2005, по другим данным — 2003).
С 1995 года — частный предприниматель. 1996—1997 — мастер по ремонту отопления МП «Аякс-2». Был директором Краснодонского филиала ООО «Мет-Люкс-сервис», основателем ООО «Укр-Гермес» и ООО «Укр-Викойл».
С 2006 года — председатель наблюдательного совета ООО «Партнер Банк», учредитель ООО «Луганскинтерресурс», президент футбольного клуба «Заря» (Луганск).
В 2002—2006 гг был депутатом Краснодонского горсовета, в 2006—2007 гг — депутат Луганского областного совета от Партии регионов.
Народный депутат Украины 6-го созыва с 11.2007 от Партии регионов, № 101 в списке. На время выборов: президент ФК «Заря», член ПР. Стал членом Комитета Верховной Рады по вопросам бюджета.
Почётный президент футбольного клуба Заря (Луганск).
Умер 25 января 2009 года после продолжительной болезни (за полгода до смерти в СМИ проскочила ложная информация о его смерти).
В. Букаева считали одним из самых влиятельных бизнесменов Луганской области. В сфере его влияния находились такие структуры, как «Укр-Викойл» и «Укр-Гермес», торгующие нефтепродуктами, компания «Лугуголь», поставляющая оборудование угольным предприятиям, фермерское хозяйство «Краснодон-Агро», ФК «Заря», выступает в украинской Премьер-лиге.

## Семья
- Супруга: Марина Владимировна (1976) — директор ООО «Д-М»
- Сын: Данила (1998)
- Дочь: Мария (2002)[1][6]